# Hajji Barles
Hajji Barles - de nom complet Hajji Saif al-Din Barles, sent hajji una mena de títol indicatiu de que havia fet el pelegrinatge a la Meca - (segle XIV) fou amir o beg de la tribu Barles de Transoxiana al kanat de Txagatai.
Pertanyia a un dels cinc clans principals, concretament al de Yesunte Mongke, que no era el mateix que el seu parent Timur (Tamerlà), que pertanyia al clan Ijal. La línia d'Hajji era: Karaxar Noyan > Yesunte Mongke > Nemule > Burlaki > Hajji. Sota el seu govern la tribu no havia anat gaire be. Era una de les tribus del sud amb el seu centre a Xahrisabz, al sud de Samarcanda.

## Revolució contra Abd Allah i invasió dels jats (1358 a 1360)
El pare de l'esposa d’Hajji Barles ambicionava el poder de la tribu per al seu net, i va provar d’assassinar al cap de tribu però va fracassar. Hajji es va voler venjar matant als nets però Timur li va desaconsellar.
Després de la mort de Qazaghan les diferents tribus volien aprofundir en la seva independència però Abd Allah ibn Qazaghan va traslladar la seva capital de Sali Sarai (a la vora de l'Oxus) a Samarcanda, prop dels dominis dels Barles. Hajji es va alarmar. Quan per un afer amorós Abd Allah va matar el kan Bayan Kuli, el cap dels Sulduz, Bayan Sulduz, que dominava el Caghaniyan, va iniciar la revolta; Hajji s'hi va sumar i també Bayazid Jalayir, els territoris del qual eren a la regió de Khujand. Abd Allah va fugir i els amirs rebels van acordar considerar gran amir a Buyan Suldus. Hajji va romandre com a cap dels Barles, amb el territori de la vall del Qashqa Darya incloent Xahrisabz i Karshi com a centre dels dominis de la tribu (1359). Hajji va fugir al sud del riu on va romandre fins que va saber que els mogols s'havien retirat, mentre al nord el seu parent Timur rebia del kan el títol de amir o beg del tuman dels Barles i el grau de tuman bashi (cap de deu mil).

## Retorn d’Hajji Barles (1360)
Una vegada els mogols es van retirar de la frontera i es va acostar el hivern sense haver tornat, els amirs que havien fugit van considerar que havia passat el perill i van retornar al ulus Txagatai (Transoxiana). No es clar quina posició tenia Timur en aquell moment. Evidentment, inclòs si havia rebut algun nomenament com autoritat de tot l’ulus, no tenia prou força per imposar-se ja que els mogols no havien deixat soldats i menys un exèrcit. I per tant havia de transaccionar o buscar petites aliances. És possible que Timur fos ara vist per alguns amirs com un traïdor que cooperava amb els invasors estrangers. En tot cas a Hajji el molestava ja que li disputava la seva direcció de la tribu, que si que estava clar que havia estat reconeguda a Timur pel kan, però formalment no el podia atacar.
De tornada de Shadman en la segona vegada (final de la tardor del 1360), Timur va arribar a la Derbend Aheny (Porta de Ferro). Allí va saber que Hajji Barles havia visitat a Bayazid Jalayir i havien fet aliança contra Khidr Yasauri (a la pràctica això es feia com aliat de Timur). Hajji ja estava reunint les seves forces per atacar a aquest amir. Timur va oferir a Hajji donar-li el districte de Kish si renunciava a l’acció i es sotmetia, però Hajji no ho va fer.
Timur es va desviar, no va passar per Kish i es va dirigir més al nord, on es va reunir amb Khidr Yasauri i els seus homes i van tornar enrere cap a Kish. Forces dels dos bandols es van enfrontar a Akyar a la ruta entre la Ciutat Verda i Samarcanda. Timur va agafar el centre (ghul); Khidr Yasauri l'esquerra i Jaku Barles la dreta. El primer dia va ser de maniobres; el segon hi va haver repetides carregues i lluita i a la nit abans del tercer dia quan es disposava tot per l'endemà, Hajji Barles es va retirar a Samarcanda i es va reunir amb Bayazid.
Timur el va perseguir amb les seves tropes assolant el territori proper a Samarcanda; però allí una part de les seves tropes (que eren Barles) van desertar i es van unir a Hajji (que era el cap moral de la tribu tot i el nomenament de Timur com a cap, que havia estat fet per un poder estranger) incloent Jaku Barles, parent de Timur per ser descendent tanmateix de Karachar Noyan, i també Khidr Yasauri, fins aleshores molt estimat de Timur que el considerava el seu braç dret.
Hajji va acceptar aquests canvis de bàndol amb alegria i va enviar als desertors a Samarcanda amb Bayazid Jalayir, que els va rebre amistosament. No obstant els desertors desconfiaven de Bayazid i van sortir aviat de Samarcanda i es van dirigir a Kish.
Les forces d’Hajji es van dirigir a Samarcanda, on estava Bayazid Jalayir, i d’allí havien de marxar a Kish. Timur va intentar atreure a Khidr altre cop al seu costat, però aquest, per temor a represàlies, ho va desestimar.
La victòria de la coalició Jalayir-Barles assegurava el tron al príncep Bayazid i deixava a Hajji Barles com a pacífic posseïdor del seu país. Bayazid Jalayir es va proclamar a Samarcanda com a sobirà de l’ulus (gran amir) al mateix temps que Hajji recuperava el comandament dels Barles que el kan havia donat a Timur.

## Hajji torna a governar als Barles (1360-1361)
Timur, al qual nomes havia restat fidel com a màxim un amir dels Barles, Cheku Barles (segons Yazdi), es va sotmetre a Hajji. Però Timur era un enemic complicat, disposava d’un grup de seguidors i estava aliat a Amir Husayn de Kabul, Shadman i Badakhxan. Així els dos amirs aliats (Bayazid i Hajji) van seguir conspirant per eliminar a Timur del tauler. Li van escriure per repartir-se el estats de forma amigable, proposta rebutjada. Ara Timur, reintegrat a la tribu Barles com a comandament secundari, havia de participar en la lluita de Barles i Jalayirs contra Khidr i va preparar a les seves forces. Les forces rivals de Khidr es van concentrar a Serus i Timur va romandre a la defensiva; i després d'unes hores d’enfrontament amb els atacants Timur va ordenar una càrrega que Khidr Yasauri no va poder resistir i es va retirar. La victòria sobre Khidr no esborrava però el que havia passat després de la batalla d’Akyar. Aquesta victoria simplement consolidava el poder d’Hajji sobre els Barles i ampliava els territoris de Bayazid.
Poc després Hajji i Bayazid acampaven prop de Kish, a les planes de la ciutat i van escriure a Timur convidant-lo a participar en la conquesta de Khujand, que seria beneficiós per tots. Timur va accedir; va sortir a les planes i fou rebut per Bayazid que el va portar a la tenda pública (Bargah) i d’allí li va demanar una conversa privada a una tenda privada (Khergah). Bayazid es va seure a la seva dreta i Hajji a l'esquerra. Timur va començar a desconfiar i amb una excusa va sortir de la tenda (va dir que li estava sortint sang del nas) i llavors es va retirar al seu campament protegit pels seus homes que romanien a la tenda pública. Més tard Bayazid va confessar que les intencions no eren bones, va demanar disculpes i va carregar les culpes a Hajji. Poc després el campament de Hajji i Bayazid s'aixecava i els dos homes marxaven per anar a Khujand.

## Mort d'Hajji Barles (1361)
Progressivament Timur va anar guanyant pes i el 1361 va enviar un missatge al kan de Mogolistan, Tughluq Timur, demanant ajut per sotmetre a tots els caps locals. Tughluq Timur Khan ho va considerar i finalment va enviar un exercit nombrós que com un parell d’anys abans va acampar al riu Sihun prop de Khujand i va cridar a Timur i a Bayazid Jalyir. Aquest darrer va anar llavors a retre homenatge al kan i expressar-li la seva lleialtat deixant Samarcanda a càrrec d’un lloctinent. El kan li va demanar les claus de la ciutat i com que Bayazid va demorar en donar-les, li va fer tallar el cap, que fou enviat a Samarcanda. També Bayan Suldus i Hajji Barles havien anat a retre homenatge al kan Hajji Barles va quedar tant espantat del càstig del seu soci que va fugir a Kish i va ordenar a la seva horda i tribu de reagrupar-se i fugir cap al sud; es va penedir de la seva conducta, va reconèixer la seva bogeria i va demanar perdó a Timur; després va anar cap a l’Oxus (Amu Darya, àrab Jihun) amb intenció de fugir al sud. Mentre Tughluq havia dividit el seu exèrcit i va enviar una part a perseguir a Hajji. Una gran batalla es va lliurar a la riba del Jihun en la que va destacar Txugham Barles que era un omrah de la tribu (un dels savis). Va aturar l'exèrcit del kan el temps suficient per permetre el pas del bestiar de la tribu a l’altra costat en seguretat, i tothom va passar excepte ell mateix que al darrer moment fou atacat per uns soldats jats i mort. En canvi Hajji va poder passar sense problemes i va continuar dirigint la horda cap al Khurasan; només arribar a territori dels kart d'Herat van començar a comportar-se malament saquejant per on passaven i exigint tribut a les tribus errants de la zona de Sabzewar amb diversos combats menors; un germà d’Hajji, Aideku Bahatur, fou capturat pels vilatans i executat; també un grupet va aconseguir capturar a Hajji prop d’una vila del Juwayn anomenada Khusrugird, i el van matar. Tropes dels jats van entrar al Khurasan i Timur va poder agafar als assassins del seu oncle i amb permís del kan, com a venjança per la mort de Hajji, va concedir als Barles la comarca de Jaser pel manteniment de la tribu o mes concretament dels seguidors de Hajji.